# سوت‌زن‌ها (فیلم)
سوت زن‌ها (رومانیایی: Gomera) یک فیلم به کارگردانی کورنلیو پورومبویو است که در سال ۲۰۱۹ منتشر شد.